# Juan Germán Roscio (Guárico)
Der Bezirk Juan Germán Roscio liegt im Nordwesten Guáricos. Guáricos Hauptstadt befindet sich hier. Der Bezirk grenzt im Norden an Carabobo und Aragua, im Süden an die Bezirke Ortiz und Julián Mellado, im Osten an Aragua und an den Bezirk Julián Mellado und im Westen mit dem Bezirk Ortiz.
Juan Germán Roscio setzt sich aus 3 parroquias zusammen: 
- Cantagallo
- San Juan de los Morros
- Parapara